# Edward Lear
Edward Lear (Highgate,  Anglia, 1812. május 12. – Sanremo, 1888. január 29.) angol költő és grafikus, Lewis Carroll mellett a 19. századi angol irodalmi nonszensz egyik legnagyobb képviselője.
Szövegeihez maga készített rajzokat és írt dallamokat.
Az irodalmi tréfák kedvelőinek egyik kedvence mind a mai napig a limerick elterjesztése miatt.

## Limerick

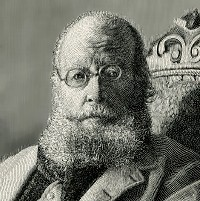
Edward Lear

A limerick kötött formájú, ötsoros nonszensz-vers, amely az első sor „Volt egyszer...” mesei fordulatával bejelentett hős fantasztikus kalandjait beszéli el, és a kalandoknak az ötödik sorban félig megismétlődő első, vagy második sor szab határt. A limerick rímképlete: aabba, a bb sorok mindig rövidebbek. Ritmusa általában jambikus, de sokszor szöktetett jambusokkal vagy anapesztusokkal gyorsul fel. A versformát Franciaországból hozták be a 18. század elején a brit szigetekre visszaérkező ír utazók. Szokás volt, hogy valamely nagyobb összejövetelen mindenkinek négysoros verset kellett rögtönöznie, amelyre az egész társaság rávágta a refrént: »Jöjjön el, várja Limerick!«
Az ír város lett a versforma névadója.

## Magyarul
- Boldog bolondságok; ford. Hajnal Anna, ill. Gyulai Líviusz; Móra, Bp., 1978
- Képtelen képeskönyv; ford., kieg. Kérész Gyula; EFO, Százhalombatta, 2017